# 祐佑
祐佑（ゆうゆう）は、日本の漫画家、イラストレーター。京都府出身、東京在住。血液型はB型。

## 来歴
2011年、『電撃G's magazine』（アスキー・メディアワークス）4月号より、『THE IDOLM@STER 2』のコミカライズ『アイドルマスター2 〜The world is all one!!〜』の連載が開始され、作画を担当する。その後、『電撃G'sコミック』（同）にて『プラスティック・メモリーズ』のコミカライズ『プラスティック・メモリーズ Say to good-bye』を連載。2018年6月、「COMIC MeDu」（ジーオーティー）にて初のオリジナル連載となる『AR／MS!! (エーアール・マルチプルサヴァイヴ)』の連載を開始。

## 作品リスト

### 漫画作品
- アイドルマスター2 〜The world is all one!!〜（原作：バンダイナムコゲームス、『電撃G's magazine』2011年4月号[2] - 2014年5月号連載、電撃コミックス、全5巻）
- THE IDOLM@STER アイドルマスターライブレポ（『電撃マ王』2010年10月号付録小冊子）
- プラスティック・メモリーズ Say to good-bye（原作：林直孝、単行本描きおろし→『電撃G'sコミック』Vol.13[3] - 2016年9月号、電撃コミックスNEXT、全3巻）
- クイーンズブレイドアンソロジーコミック vol.2（ホビージャパン、4コマ漫画8ページ、ISBN 9784894255784）
- オンラインゲームテニクル（ウェブ漫画10ページ、4コマ漫画4点）
- AR／MS!! (エーアール・マルチプルサヴァイヴ)（「COMIC MeDu」2018年6月15日[4] - 、MeDu COMICS、既刊6巻）

### テレビアニメ
- THE IDOLM@STER（エンディングアニメーション絵コンテ/#14・16・18・19）

### その他
- オトコの娘カルタ（インフォレストカルタイラスト3点 ISBN 4861906326）
- シールオンラインTCG（サミーネットワークスカードイラスト1点）
- 艦これ応援イラストVol.01（ファミ通.com内艦これ応援企画エンターブレインイラスト1点）
- THE IDOLM@STER ラジオCD「iM@STUDIO」vol.10 ジャケットイラスト
- 『THE VOC@LOiD 超 M@STER24』カタログイラストコンテスト準優勝[要出典]
- 『史上最強の弟子ケンイチ』第51巻特別版付属「別冊ケンイチ」（2013年5月[5]） - 寄稿[5]